# Semih Erden
Semih Erden (ur. 28 lipca 1986 w Stambule) – turecki koszykarz bośniackiego pochodzenia, występujący na pozycji środkowego, wicemistrz świata z 2010 roku, obecnie zawodnik Stambuł BŞB.
W 2005 wystąpił w meczu wschodzących gwiazd - Nike Hoop Summit.
25 października 2017 został po raz drugi w karierze zawodnikiem Beşiktaşu.

## Osiągnięcia
Stan na 9 listopada 2017, na podstawie, o ile nie zaznaczono inaczej.
Drużynowe
- 4. miejsce podczas rozgrywek Euroligi (2015)
- Mistrz:
  - Turcji (2007, 2008, 2010)
  - Serbii i Czarnogóry (2005)
- Wicemistrz:
  - Ligi Adriatyckiej (2005)
  - Turcji (2009)
- Zdobywca pucharu:
  - Turcji (2010)
  - Prezydenta Turcji (2007/08)
- Finalista pucharu:
  - Serbii i Czarnogóry (2005)
  - Prezydenta Turcji (2008/09, 2009/10, 2012/13, 2014/15)
  - Turcji (2014, 2015)

Indywidualne
- Uczestnik meczu gwiazd ligi tureckiej (2006, 2007, 2010, 2013–2017, 2019[7])
- MVP meczu gwiazd ligi tureckiej (2014)

Reprezentacja
- Wicemistrz:
  - świata (2010)
  - Europy U–18 (2004)
  - Europy U–20 (2006)
- Uczestnik mistrzostw:
  - świata (2006 – 6. miejsce, 2010)
  - Europy (2007 – 12. miejsce, 2009 – 8. miejsce, 2013 – 15. miejsce, 2015 – 14. miejsce, 2017 – 14. miejsce)
  - Europy U–20 (2005 – 12. miejsce, 2006)